# رابان بار سائوما
رابان بار سائوما (Rabban Bar Ṣawma) که با نام‌های (Rabban Ṣawma) و (Rabban Çauma) نیز شناخته می‌شود (زادهٔ ۱۲۲۰ - در گذشتهٔ ژانویه ۱۲۹۴)، راهب ترک چینی (اویغور یا احتمالاً اونگود) بود که تبدیل به یک سیاستمدار کلیسای ایست به نام «نستوری» در چین شد. او به واسطه سفری زیارتی از یوآن به اورشلیم به همراه، رابان مارکوس که یکی از شاگردانش بود، شناخته شده‌است. آنها هیچگاه به مقصدشان نرسیدند، زیرا درگیر آشوب و ناآرامی‌های نظامی در طول مسیرشدند، در عوض سال‌های زیادی را در بغداد تحت سلطه ایلخانان گذراندند.
مارکوس جوان در نهایت به عنوان Yahballaha سوم، بزرگِ کلیسای ایست انتخاب شد وپس آن پیشنهاد کرد که معلمش، رابان بار سائوما را به عنوان سفیر مغول در سایر مأموریت‌ها به اروپا اعزام شود. راهب مُسن با بسیاری از حاکمان اروپا و پاپ به منظورایجاد اتحاد میان فرانسه و مغول ملاقات کرد. این مأموریت بی‌نتیجه بود، اما رابان بار سائوما در سال‌های آخر زندگی خود در بغداد، سفرهای زندگی‌اش را مستند کرد. گزارش مکتوب او از سفرهایش برای مورخان مدرن حائز توجه بوده، چرا که تصویر واضحی از اروپای قرون وسطی در پایان جنگ‌های صلیبی ارئه می‌داد که به دست ناظری باهوش، روشنفکر و سیاستمدار رسم شده بود.
سفرهای بار سائوما قبل از بازگشت مارکوپولو به اروپا انجام شد و دست نوشته‌هایش دیدگاه وارونه شده از شرق به غرب را نشان می‌داد.

## اوایل زندگی
رابان («استاد»، به عنوان مثال «ربی» عبری در یهودیت را ببینید) بار سائوما در سال ۱۲۲۰ در پکن امروزی که در آن زمان به‌نام زهونگدو و بعدها به نام خان بالق تحت حکوت مغولان، شهرت یافت. با استناد به گفته ابن عبری، او دارای اصالت اویغوری بود. منابع چینی رگ وریشه او را اونگود توصیف می‌کنند، مردمی ترک که بر اساس قانون یوآن به دسته قبیله مغول تقسیم‌بندی می‌شوند. نام بار سائوما به معنای «پسر روزه» است که ریشه آرامیک دارد، هرچند او دریک خانوادهٔ ثروتمند متولد شده بود. او پیرو آیین «نستوری» بود در حدود سن بیست سالگی‌اش راهبی زاهد و پس از آن معلم دینی شد.

## زیارت اورشلیم
او در میانسالی به همراه یکی از شاگردان جوانش سفری را از یوآن چین برای زیارت اورشلیم آغاز کردند. آنها از طریق کشور تنگوت سابق، ختن، کاشغر، تاراز در دره سیر دریا، خراسان (افغانستان فعلی)، مراغه (آذربایجان فعلی) و موصل سفر کردند و به آنی در قلمرو پادشاهی گرجستان رسیدند. هشدارهای خطر در مسیر خود به مناطق جنوبی سوریه، آنها را از هدف خود دور کرد، آنها به سمت سرزمین فارس (پرشیا) که تحت حاکمیت سلسله ایلخانان مغولی بود، سفر کردند. جاییکه مورد استقبال بزرگِ کلیسای ایست قرار گرفتند. بزرگ کلیسا از دو راهب خواست تا برای دریافت تاییدیه انتصاب مار دنا به عنوان سالار در سال ۱۲۶۶ از دربار اباقاخان، حاکم ایلخانان مغول دیدن کنند. در طول سفر، رابان مارکوس به عنوان اسقف نستوری اعلام شد. بزرگ کلیسا سعی کرد راهبان را در غالب پیام رسان به چین بفرستد، اما درگیری نظامی در طول مسیر سفرشان باعث تأخیر در خروج آنها شد وبه همین دلیل در بغداد ماندند. هنگامی که بزرگ کلیسا درگذشت، رابان مارکوس در سال ۱۲۸۱، با لقب Yahballaha III جانشین او شد. این دو راهب به مراغه سفر کردند تا تاییدیه این انتصاب را از شخص آباقاخان دریافت کنند اما خان ایلخانی قبل از ورود آنها درگذشت و پسرش ارغون خان به سلطنت رسید.
ارغون خان آرزوی ایجاد یک اتحاد راهبردی فرانسوی-مغولی با اروپاییان مسیحی علیه دشمن مشترکشان، به نام مسلمانان مملوک در قاهره، را در سرداشت. چند سال بعد، بزرگ کلیسا (ایلخانی) جدید، Yahballaha III، پیشنهاد ملاقات معلم سابق خود، رابان بار سائوما با با پاپ و پادشاهان اروپا درسفارت اروپا را مطرح کرد.

## سفیر در اروپا

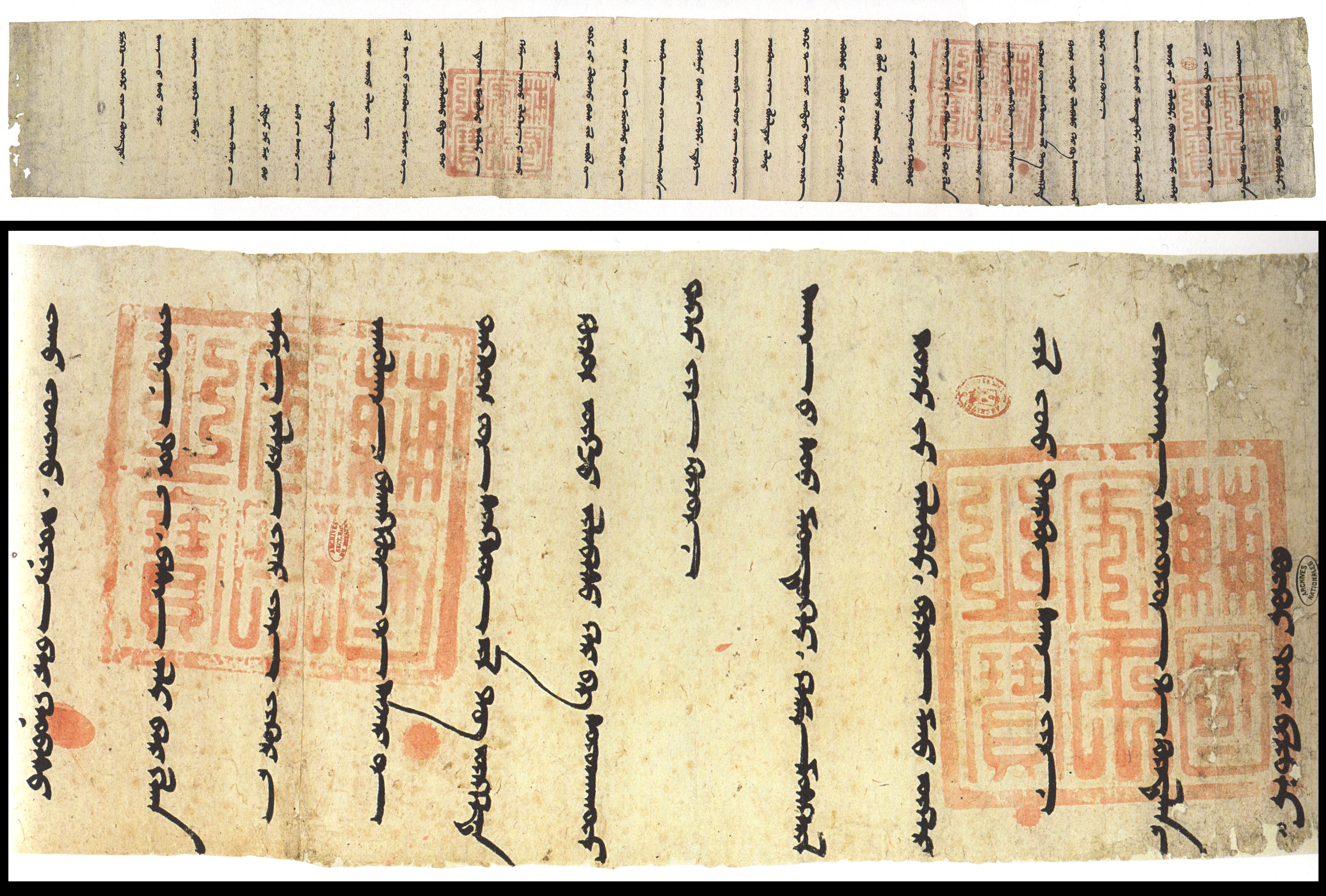
نامه ارغون به فیلیپ لو بل، به زبان و خط مغولی. مرکب 1289 روی پوست.

در سال ۱۲۸۷، بار سائوما سالخورده سفر خود را به اروپا آغاز کرد. او هدایا و نامه‌هایی از طرف ارغون خان برای امپراتور روم شرقی، پاپ و پادشاهان اروپایی پیشکش کرد. او در سال ۱۲۸۵ پیرو سفیر نستوری دیگری به نام، عیسی کلمچی شد که فرستادهٔ ارغون خان نزد پاپ هونوریوس چهارم بود.
رابان بار سائوما با تعداد زیادی از همراهان و ۳۰ حیوانِ سواری سفر کرد. همراهان متشکل از افرادی ازکلیسای ایست، توماس دی آنفوسیس (یا توماسو دی آنفوسی) مترجم و عضو یک شرکت بانکداری معروف به نام جنوا ویک مترجم ایتالیایی به‌نام اوگوتوس یا اوگتو بودند.. بار سائوما به هیچ‌کدام از زبان اروپایی صحبت نمی‌کرد، هرچند به زبان‌های چینی، ترکی و فارسی به صورت کامل مسلط بود و می‌توانست به زبان سوری بخواند. اروپاییان با زبان فارسی با او ارتباط برقرار می‌کردند.
او از راه ارمنستان به صورت زمینی به امپراتوری ترابیزون یا از طریق امپراتوری روم به سمت سیمیسو در دریای سیاه سفر کرد، سپس با قایق به قسطنطنیه رفت، جاییکه در آن با آندرونیکوس دوم پالئولوگوس ملاقات کرد. نوشته‌های بار سائوما توصیف پرشوری از ایاصوفیهٔ زیبا ارائه می‌دهد. او سپس به ایتالیا رفت و دوباره با کشتی سفر کرد. مسیرشان از جزیره سیسیل می‌گذشت. در همان زمان او فوران بزرگ کوه اتنا در ۱۸ ژوئن ۱۲۸۷ را مشاهده وثبت کرد. چند روز پس از رسیدنش، در جریان درگیری‌های Sicilian Vespers، شاهد نبرد دریایی در خلیج سورنتو در۲۴ ژوئن ۱۲۸۷(روز سنت جان) بود. نبرد میان ناوگان چارلز دومکه از او در قلمرویش استقبال کرده بود، و جیمز دوم آراگون، پادشاه سیسیل صورت گرفت. به گفته بار سائوما، نیروهای جیمز دوم ۱۲۰۰۰ مرد را کشتند وجیمز دوم پیروز نبرد بود.
او به روم سفر کرد، اما برای ملاقات با پاپ هونوریوس چهارم که به تازگی درگذشته بود، بسیار دیر شده بود. در عوض بار سائوما وارد مذاکره با کاردینال‌ها شد و از کلیسای سنت پیتر بازدید کرد.
سپس بار سائوما در مسیر خود به‌سوی پاریس، در توسکانی و جمهوری جنوا توقف کرد. او زمستان ۱۲۸۷–۱۲۸۸ را در جنوا، پایتخت سرمایه‌داری معروف، گذراند. در فرانسه (فرنگستان)، او یک ماه را در قصر شاه فیلیپ دادگر گذراند، کسی که در ظاهر به ورود سفیر مغول پاسخ مثبت داده بود، اوهدایای فراوانی به بارسائوما داد و یکی ازاشراف‌زاده‌ها را به نام، گوبر دو هلویل، برای مشایعت بارسائوما در بازگشت به سرزمین‌های مغول فرستاد. گوبر دو هلویل در ۲ فوریه ۱۲۸۸ به همراه روحانیون روبرت د سنلیس و گیوم دو برویر و همچنین آدین دوبورژ، آرباله‌تریر (کماندار) از کشور خارج شدند. آنها هنگامی که بار سائوما از روم بازمی‌گشت، به وی ملحق شدند و او را تا سرزمین پرشیا همراهی کردند. بار سائوما در گاسکونی در جنوب فرانسه که در آن زمان مستعمرهٔ انگلیس بود، پادشاه انگلستان ادوارد اول را ملاقات کرد ادوارد با اشتیاق به سفارت پاسخ مثبت داد، اما در نهایت به دلیل درگیری در داخل کشور، به ویژه با ولزی‌ها و اسکاتلندی‌ها، قادر به پیوستن به وحدت نظامی نبود.
پس از بازگشت به رم، بار سائوما مورد استقبال گرم و صمیمانه پاپ نیکلاس چهارم که به تازگی پاپ شده بود، قرار گرفت. او در سال ۱۲۸۸، سائوما را در پالم ساندیِ (یکشنبه نخل) دعوت به عشاء رابانی کرد و به او اجازه داد پایتخت مسیحیت لاتینشکر گزاری کند. نیکلاس، بار سائوما را مأمور کرد تا با مسیحیان ایست دیدار کند و تاج گران‌بهایی به اوداد تا به Mar Yahballaha (شاگرد سابق رابان بار سائوما، مارکوس) پیشکش کند. بار سائوما در سال ۱۲۸۸، در مسیر بازگشت به بغداد، پیام‌ها و هدایای متعددی از رهبران و پادشاهان مختلف اروپایی با خود به همراه آورد.
در سال ۱۲۸۹، به نامه‌های ارغون پاسخ داده شد و از طریق بازرگان جنوائی به نام بوسکارلو دی غیزولفی، نماینده دیپلماتیک ایلخانان ارسال شد. ارغون در نامه‌ای به فیلیپ چهارم از بار سائوما یاد می‌کند:
مبادلات برای تشکیل اتحاد با اروپایی‌ها در انتها بی‌نتیجه ماند و تلاش‌های ارغون خان در انتها کنار گذاشته شد. اگرچه همچنان، بار سائوما در برقراری روابط مهم که ارتباطات و تجارت میان شرق و غرب را تقویت می‌کرد، موفق بود. جدا از سفارت شاه فیلیپ در نزد مغولان، پاپ نیز مبلغان مذهبی مانند جووانی دا مونتکوروینو را به دربار مغول فرستاد.

## اواخر زندگی

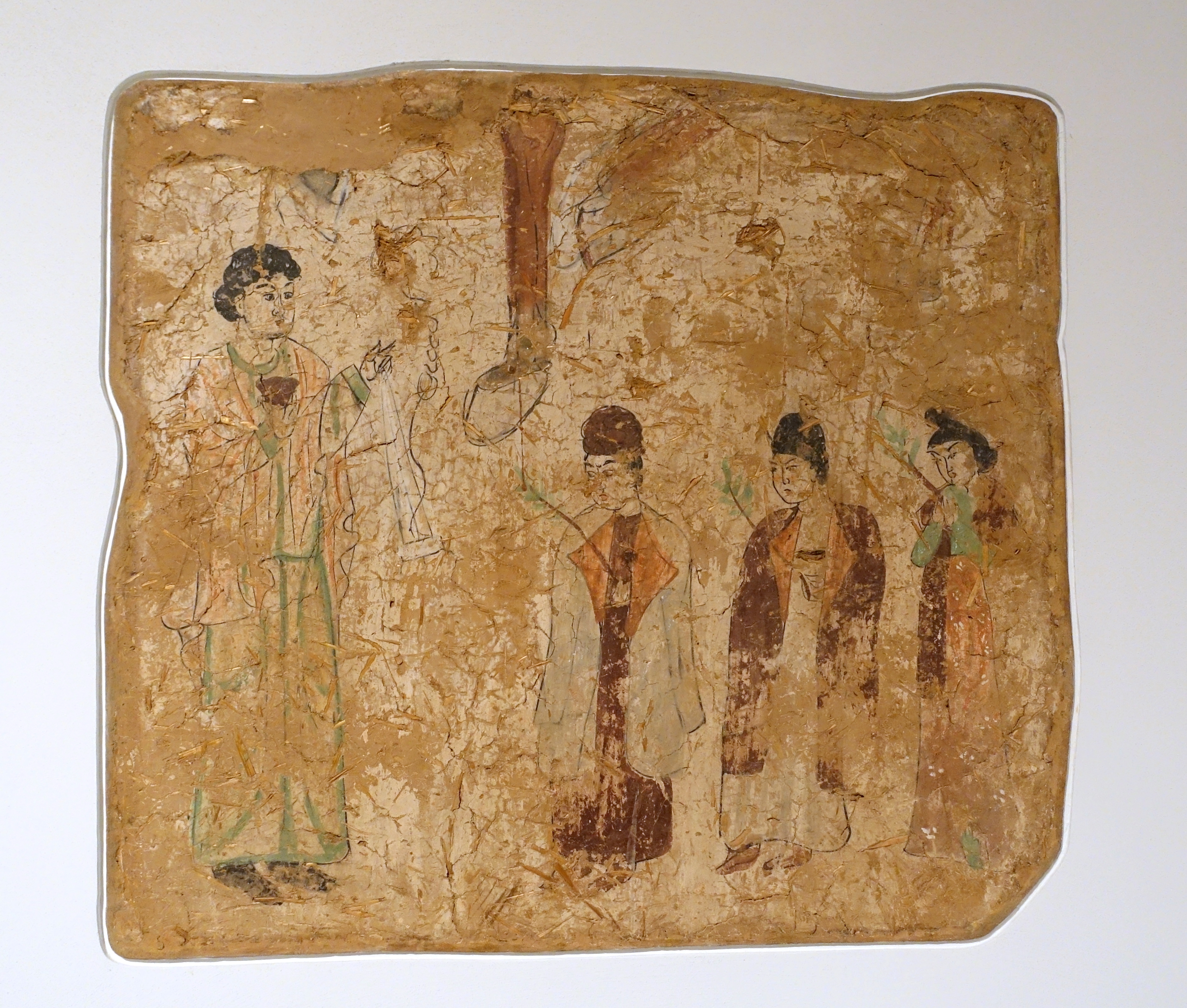
نگاره ای از او در حال آموزش به شاگردانش،موزه قوم شناسی، برلین، آلمان

بار سائوما پس از سفارت خود در اروپا، باقیمانده عمر خود را در بغداد گذراند. به احتمال زیاد در همین زمان بود که گزارش سفرهایش را مکتوب کرد که در سال ۱۸۹۵ به زبان فرانسه و در سال ۱۹۲۸ به انگلیسی ابتدا توسط سر والیس باج ترجمه، ویرایش و سپس منتشر شد: این سفرنامه‌ها عبارت از راهبان کوبلای خان، امپراتوری چین یا سرگذشت زندگی و سفرهای رابان ساما، فرستاده خانان مغول نزد پادشاهان اروپا، و مارکوس که به عنوان مار Yahbh-Allaha III بزرگ کلیسای ایست در آسیا شد. این روایت به خاطر مشاهداتش از اروپای قرون وسطی در پایان جنگ‌های صلیبی، از دیدگاه یک ناظرغیربومی با فرهنگی هزاران مایل دورتر، منحصر به فرد است.
رابان بار سائوما در سال ۱۲۹۴ در بغداد درگذشت.

## ارجاعات
1. ↑  Chisholm, Hugh, ed. (1911). "Rabban Bar Sauma" . Encyclopædia Britannica (به انگلیسی). Vol. 22 (11th ed.). Cambridge University Press. p. 767.
2. ↑  Kathleen Kuiper & editors of Encyclopædia Britannica (31 August 2006). "Rabban bar Sauma: Mongol Envoy." Encyclopædia Britannica (online source). Retrieved 6 September 2016.
3. ↑  Carter, Thomas Francis (1955). The invention of printing in China and its spread westward. Ronald Press Co. p. 171.
4. ↑  Moule, A. C. , Christians in China before 1550 (1930; 2011 reprint), 94 & 103; also Pelliot, Paul in T'oung-pao 15(1914), pp.630–36.
5. ↑  Phillips, p. 123
6. ↑  Jacques Gernet (1996). A history of Chinese civilization. Cambridge University Press. p. 376. ISBN 0-521-49781-7. Retrieved 28 October 2010.
7. ↑  The Mongols and the West, 1221–1410 Peter Jackson p.169
8. ↑  The Cambridge history of Iran William Bayne Fisher, John Andrew Boyle p.370
9. ↑  Morris Rossabi (28 November 2014). From Yuan to Modern China and Mongolia: The Writings of Morris Rossabi. BRILL. pp. 387–. ISBN 978-90-04-28529-3.
10. ↑  Phillips, p. 102
11. ↑  Grousset, p.845
12. ↑  Rossabi, pp. 103–104
13. ↑  Morris Rossabi (28 November 2014). From Yuan to Modern China and Mongolia: The Writings of Morris Rossabi. BRILL. pp. 385–. ISBN 978-90-04-28529-3.
14. ↑  Morris Rossabi (28 November 2014). From Yuan to Modern China and Mongolia: The Writings of Morris Rossabi. BRILL. pp. 386–. ISBN 978-90-04-28529-3.
15. ↑  Zehiroğlu, Ahmet M. (2014) Bar Sauma's Black Sea Journey
16. ↑  clercs
17. ↑  l'arbalétrier
18. ↑  René Grousset, Histoire des croisades et du royaume franc de Jérusalem, vol. III, p. 718
19. ↑  Pierre Klein, La pérégrination vers l'occident: De Pékin à Paris, le voyage de deux moines nestoriens au temps de Marco Polo (ISBN 978-2-88086-492-7), p. 224
20. ↑  Boyle, in Camb. Hist. Iran V, pp. 370–71; Budge, pp. 165–97. Source بایگانی‌شده  در ۴ آوریل ۲۰۰۸ توسط Wayback Machine
21. ↑  Encyclopedia Iranica Source بایگانی‌شده  در ۴ آوریل ۲۰۰۸ توسط Wayback Machine